# Ludwig Hofmann (Fußballspieler, 1945)
Ludwig Hofmann (* 7. Januar 1945) ist ein ehemaliger deutscher Fußballspieler. Für die BSG Motor Steinach spielte er von 1964 bis 1965 in der DDR-Oberliga, der höchsten Spielklasse im DDR-Fußball.

## Sportliche Laufbahn
Die Betriebssportgemeinschaft (BSG) Motor Steinach nominierte für ihre erste Oberligasaison 1963/64 als ihren jüngsten Spieler den 18-jährigen Mittelfeldspieler Ludwig Hofmann. Zum Einsatz kam Hofmann in drei Oberligaspielen der Rückrunde. 1964/65 war er mit 25 Einsätzen bei 26 ausgetragenen Oberligaspielen bereits Stammspieler und wurde überwiegend als Verteidiger eingesetzt. Nach dieser Saison mussten die Steinacher wieder aus der Oberliga absteigen. In der DDR-Liga-Saison 1965/66 bestritt Hofmann zunächst neun Punktspiele für Motor Steinach. Im November 1965 musste er einen 18-monatigen Wehrdienst in der Nationalen Volksarmee antreten, konnte aber bei der DDR-Liga-Vertretung der Armeesportgemeinschaft (ASG) Vorwärts Meiningen weiterhin Fußball spielen. So kam er für den Rest der Spielzeit noch in 17 DDR-Liga-Spielen zum Einsatz. Nach weiteren 24 Punktspielen für Vorwärts Meiningen wurde Hofmann im April 1967 aus der Armee entlassen und kehrte zu Motor Steinach zurück. Dort absolvierte er noch drei weitere Punktspiele in der DDR-Liga, sodass er 1966/67 von insgesamt 30 ausgetragenen Spielen 27 Begegnungen bestritten hatte. In den folgenden zwei Spielzeiten wurde er wieder Stammspieler in Steinach, er fehlte lediglich in vier Punktspielen. Mit Beginn der Saison 1969/70 kehrte er freiwillig wieder zur ASG Vorwärts Meinungen zurück. Für fünf Spielzeiten war er auch dort als Stammspieler gesetzt. Bei 126 DDR-Liga-Spielen kam er 115-mal zum Einsatz und entwickelte sich mit 37 Treffern auch zum erfolgreichen Torschützen. Mit Beginn der Saison 1974/75 wurden die Meininger Armeefußballer zur ASG Vorwärts Plauen abkommandiert, die den Ligaplatz übernahm. Zwei Spielzeiten lang behauptete Hofmann seinen Stammplatz und wurde in der Saison 1974/75 sogar Torschützenkönig der Plauener. 31-Jährig nahm er 1976/77 seine letzte Saison im höherklassigen Fußball in Angriff. Er kam nur noch in sechs DDR-Liga-Spielen zum Einsatz. Danach wies er eine Bilanz von 28 Oberligaspielen (0 Tore) und 273 DDR-Liga-Spielen (68 Tore) auf.